# Войченко, Феодосий Филиппович
Феодо́сий Фили́ппович Войченко (1930 — ?) — газоэлектросварщик Пермского велосипедного завода, Герой Социалистического Труда (1971).

## Биография
Родился в 1930 году в Полоцком районе Белорусской ССР, из крестьян.
В 1944—1949 гг. работал в колхозе, затем служил в армии.
В 1956 году поступил работать на Государственный союзный ордена Трудового Красного Знамени завод № 260 (с 1967 года — Пермский велосипедный завод, ПВЗ, с 1979 года производственное объединение «Пермский машиностроительный завод имени Октябрьской Революции»). 
Окончил курсы инструкторов по контактной сварке в Ленинграде. Выполнял наиболее сложные и ответственные сварочные операции.
По итогам семилетки (1959—1965) награждён орденом Трудового Красного Знамени (28.07.1966).
С 1966 г. наладчик сварочного и газорезательного оборудования, затем сменный мастер.
Указом Президиума Верховного Совета СССР от 26 апреля 1971 года за выдающиеся заслуги в выполнении заданий пятилетнего плана присвоено звание Героя Социалистического Труда.
Работал на ПВЗ до выхода на пенсию.